# Manuel Fettner
Manuel Fettner (Viena, 17 de junio de 1985) es un deportista austríaco que compite en salto en esquí.
Participó en dos Juegos Olímpicos de Invierno, obteniendo dos medallas en Pekín 2022, oro en el trampolín grande por equipo (junto con Stefan Kraft, Daniel Huber y Jan Hörl) y plata en el trampolín normal individual, y el cuarto lugar en Pyeongchang 2018, en el trampolín grande por equipo.
Ganó dos medallas en el Campeonato Mundial de Esquí Nórdico, oro en 2013 y bronce en 2017.

## Palmarés internacional
| Juegos Olímpicos   | Juegos Olímpicos       | Juegos Olímpicos  | Juegos Olímpicos |
| Año                | Lugar                  | Medalla           | Prueba           |
| ------------------ | ---------------------- | ----------------- | ---------------- |
| 2022               | Pekín (China)          | Medalla de oro    | TG por equipo    |
| 2022               | Pekín (China)          | Medalla de plata  | TN individual    |
| Campeonato Mundial |                        |                   |                  |
| Año                | Lugar                  | Medalla           | Prueba           |
| 2013               | Val di Fiemme (Italia) | Medalla de oro    | TG por equipo    |
| 2017               | Lahti (Finlandia)      | Medalla de bronce | TG por equipo    |